# Physalis longicaulis
Physalis longicaulis är en potatisväxtart som beskrevs av Umaldy Theodore Waterfall. Physalis longicaulis ingår i släktet lyktörter, och familjen potatisväxter. Inga underarter finns listade i Catalogue of Life.